# Vertrag von Krakau

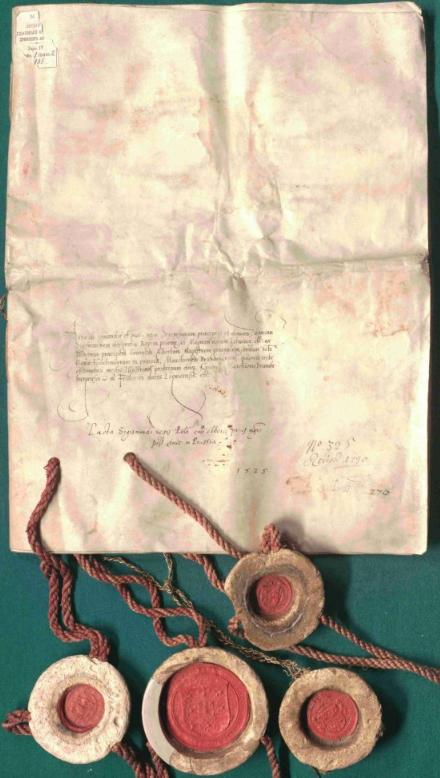
Krakauer Vertrag

Der Vertrag von Krakau wurde am 8. April 1525 geschlossen. Er beendete die jahrhundertelange Auseinandersetzung zwischen dem Königreich Polen und dem Deutschordensstaat.

## Hintergrund
Im 14. und 15. Jahrhundert gab es eine Reihe von militärischen Konflikten zwischen dem Königreich Polen und dem seit 1226 existierenden Ordensstaat. Der 1466 geschlossene Zweite Frieden von Thorn konnte die angespannte Lage zwischen beiden Ländern nicht beenden.
Dem Hochmeister des Ordens und seinen Nachfolgern erlegte der Vertrag einen persönlichen Treueid gegenüber dem König von Polen auf. Fünf Hochmeister hatten sich seit 1466 zähneknirschend und widerstrebend dieser Klausel fügen müssen. 1498 berief der Orden entgegen seiner Tradition mit Friedrich von Sachsen (1498–1510) erstmals einen Reichsfürsten als Hochmeister. Dieser konnte den Eid mehrfach verschleppen mit dem Hinweis, dass er als Reichsfürst nicht einem polnischen König huldigen könne. Sein Nachfolger Albrecht von Brandenburg-Ansbach aus der fränkischen Linie der Hohenzollern, der ebenfalls Reichsfürst war, übernahm dessen Argumentation und versuchte die Huldigung nicht nur zu verschleppen, sondern gar anzufechten. Sein Versuch, das Problem mit dem Reiterkrieg 1519–21 militärisch zu lösen scheiterte jedoch.
Der durch eine diplomatische Initiative Kaiser Karls V. 1521 geschlossene Waffenstillstand gab beiden Seiten Zeit, sich militärisch und politisch neu zu formieren. Das Problem der Huldigung blieb, da der Hochmeister sich weiterhin wie seine Vorgänger weigerte, dem König von Polen den Treu- und Vasalleneid zu leisten.
Nachdem der Hochmeister keine militärische Unterstützung für den geschwächten Orden aus dem Reich erwarten konnte, der polnische Reichstag auf der Forderung der Belehnung bestand und der polnische König mit einer Wiederaufnahme des Krieges nach dem Auslaufen des Waffenstillstands drohte, war Albrecht zu Verhandlungen bereit.
Die polnischen Adeligen beim Hofe waren sich nicht einig, was eine Lösung des Problems anbelangte. Der Großkanzler Krzysztof Szydłowiecki war der Überzeugung, dass ein friedlicher Übergang durchaus möglich wäre. Auch andere geistliche Politiker wie Bischof Piotr Tomicki oder der Wojewode Achatius von Zehmen vertraten diese Meinung. Sie trafen sich mehrmals, meistens streng vertraulich, mit dem Hochmeister Albrecht von Hohenzollern. Eine Abschaffung des Ordensstaates und die Umsiedlung der Ordensritter vertrat der Primas Jan Łaski, der zudem den ganzen polnischen Senat auf seiner Seite hatte.
1523 schickte König Sigismund I. Achatius von Zehmen nach Nürnberg, um dort dem Kaiser die polnische Sache vertraut zu machen und die Stellung des Landes zu festigen. Dabei sollte der Hochmeister Albrecht von Hohenzollern offiziell dazu aufgefordert werden, sein Amt aufzugeben und es dem polnischen König abzutreten. Inoffiziell aber hatte Szydłowiecki durch Zehmen den Hochmeister wissen lassen, dass Adelige am Hof in Polen eine Säkularisation des Ordensstaates unterstützen würden.
Im selben Jahr hatte Hochmeister Albrecht eine Begegnung mit Martin Luther. Dieser forderte ihn offen auf, sich von der römisch-katholischen Kirche und vom Orden zu lösen, um ein weltliches lutheranisches Fürstentum zu gründen, was der Hochmeister ernsthaft in Erwägung zog.
Während der Treffen bei Grottkau (Grodków) und Beuthen (Bytom) 1523 wurden erste Schritte eingeleitet, die zum Vertrag von Krakau 1525 führen sollten. Da Staatskanzler Szydłowiecki ein enger Vertrauter und guter Freund des Königs Sigismund I. war, gab es keinerlei Hindernisse, eine Einigung zu finden, die den Vertretern der Säkularisierung recht sein würde.
Nach schwierigen Verhandlungen, die von Albrechts Bruder Markgraf Georg und seinem Schwager Herzog Friedrich II. von Liegnitz mit dem polnischen Kanzler Szydłowiecki in Krakau geführt wurden, kam es eine Woche vor Ablauf des vierjährigen Waffenstillstands zu Ostern 1525 am 8. April zu der vertraglichen Vereinbarung.

## Inhalt
Der Vertrag umfasste 31 Artikel, die den Waffenstillstand von 1521 in einen dauerhaften Frieden überführen sollten. Sie beinhalteten die Rückgabe besetzter Gebiete, die Retablierung geistlicher Kirchengüter, aber auch umfassende Amnestieregelungen. Außerdem sollte Albrecht das Ordensland dem polnischen König zum Lehen auftragen, also an ihn abtreten unter der Bedingung anschließend mit eben jenem Land belehnt zu werden, und ihm den Lehnseid leisten.
Albrecht und seine Brüder sollten mit dem neuen weltlichen Herzogtum in den Grenzen, die 1466 für den Ordensstaat festgelegt worden waren, belehnt werden und auf alle Rechte bei Kaiser und Reich verzichten.
Zudem sicherte der polnische  König dem „Markgraf“ Albrecht von Brandenburg urkundlich am 12. April eine Leibrente von jährlich 4.000 rheinischen Gulden zu.
Am 29. Mai 1525 ratifizierte Albrecht von Brandenburg den Frieden vom 8. April und beurkundete die Vereidigung der Einwohner seines Territoriums auf diesen Vertrag. Königliche Kommissare beurkundeten daraufhin Albrechts Investitur, die ein Jahr später, am 26. Mai 1526, vom König ratifiziert wurde. Am selben Tag wurden Albrecht von Brandenburg einige Privilegien erteilt, die an die Bestimmungen der Goldenen Bulle von Rimini von 1226 anknüpften.

## Folgen
Der Ordensstaat wurde in das weltliche Herzogtum Preußen umgewandelt. Ein weiterer Krieg wurde vermieden. Die während des Reiterkrieges eroberten Gebiete wurden gegenseitig zurückerstattet und Albrecht von Hohenzollern wurde erster lutherischer Herzog von Preußen. Dabei wurde auch festgelegt, dass alle seine direkten, legitimen, männlichen Nachkommen Erben des Titels und Lehens werden. Falls er ohne Erben sterben sollte, würden die Linien von Georg, Fürst von Ansbach, Kasimir, Fürst von Kulmbach oder Johann, Fürst von Ansbach und deren Nachkommen diesen Titel und Preußen als polnisches Lehen erben.
Der Herzog von Preußen würde immer ein Senator von Polen werden. Falls alle Linien aussterben sollten (also die preußische und die ansbach-kulmbachische Linien der Hohenzollern im Mannesstamm), würde das Herzogtum Preußen als erledigtes Lehen durch den König von Polen eingezogen.
Kaiser und Papst erkannten den Vertrag jedoch nicht an.
Für den verbleibenden Deutschen Orden in Livland und im Heiligen Römischen Reich war Albrecht ein Verräter, der dem Orden in einem Staatsstreich Preußen gestohlen hatte. Der Kaiser bezeichnete Albrecht als „ungehorsam“ und ließ gegen ihn die Reichsacht verhängen, unternahm aber keine militärische Schritte, weil er einen Krieg mit Polen fürchtete.

## Preußische Huldigung

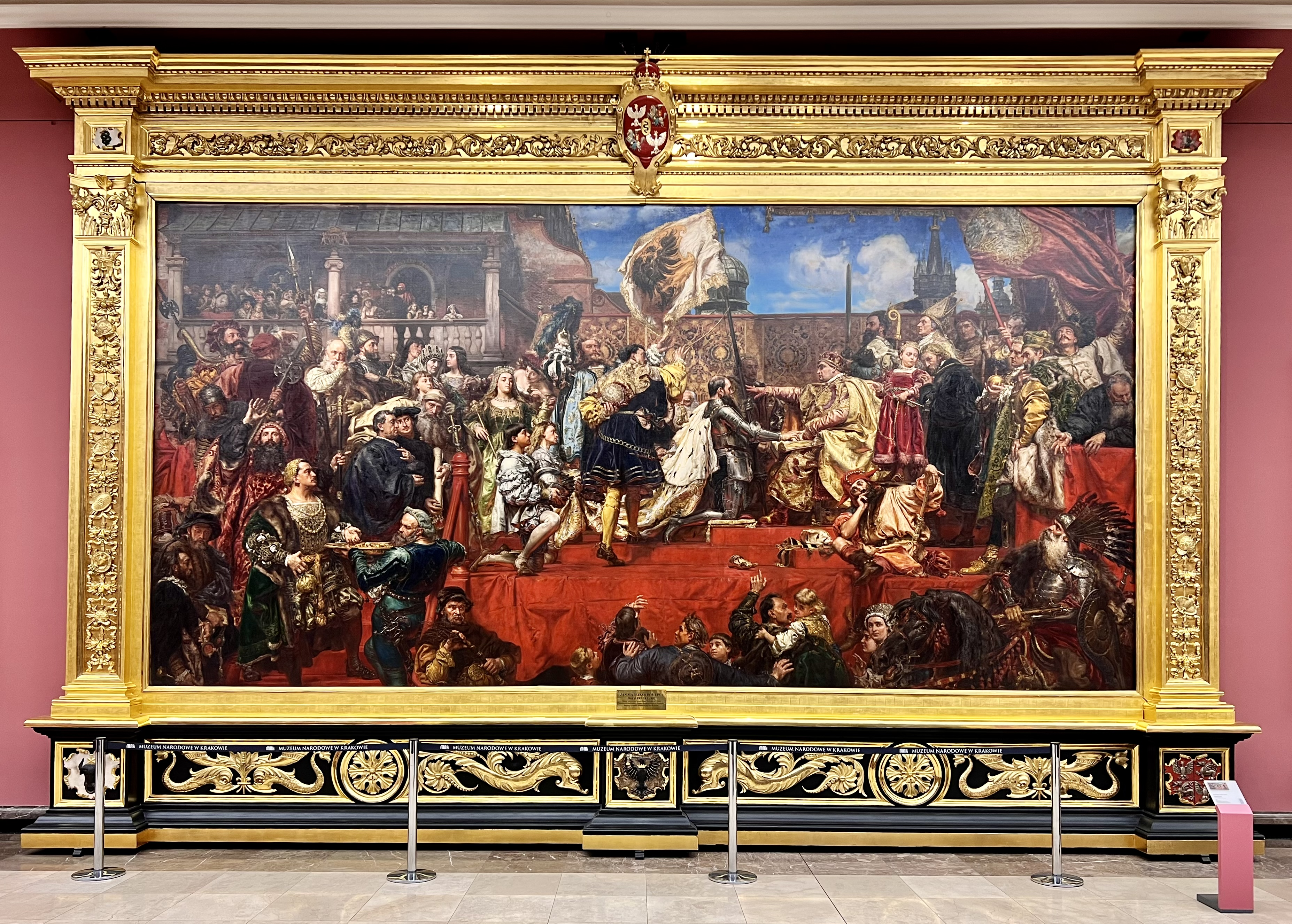
Preußische Huldigung, nach Jan Matejko, 1882

In der polnischen Geschichtsschreibung wird der Vertrag von Krakau meistens unter dem Begriff „Preußische Huldigung“ (polnisch Hołd Pruski) verstanden. Der polnische Maler Jan Matejko widmete ihr im Jahre 1882 eines seiner Hauptwerke, das Historiengemälde Die preußische Huldigung. Den Augenblick der Vertragsverwirklichung, die Übergabe des Fahnenlehens durch den Verzeihung gewährenden polnischen König an den ihm kniend die Treue schwörenden Herzog schildert er als einen Höhepunkt der polnischen Geschichte.

## Kontroverse
Der römisch-deutsche Kaiser Karl V. und der Papst erkannten die Umwandlung des Ordensstaates durch Albrecht und damit den Vertrag von Krakau nicht an. Der Kaiser hatte den im Heiligen Römischen Reich residierenden Deutschmeister des Deutschen Ordens Walther von Cronberg zum „Administrator des Hochmeisteramts in Preußen“ ernannt. Von 1530 bis 1834 lautete der offizielle Titel „Administrator des Hochmeistertums in Preußen, Meister des deutschen Ordens in Deutschen und Welschen Landen“.
Diese Ernennung hatte allerdings keine politisch-territorialen Folgen für das Herzogtum Preußen und Albrecht von Hohenzollern.